# Макаров
Макаров (рус. Макаров) град је у Русији у Сахалинској области. Према попису становништва из 2010. у граду је живело 6705 становника.

## Становништво
| 1959.  | 1970.  | 1979.  | 1989.  | 2002. | 2010. |
| ------ | ------ | ------ | ------ | ----- | ----- |
| 13.919 | 11.105 | 10.672 | 11.351 | 7.271 | 6.705 |